# Tailândia
Tailândia là một đô thị thuộc bang Pará, Brasil. Đô thị này có diện tích 4430,19 km², dân số năm 2007 là 66961 người, mật độ 15,11 người/km².